# クリスティアン・フォン・ハノーファー (1919-1981)
クリスティアン・フォン・ハノーファー（Christian von Hannover, 1919年9月1日 - 1981年12月10日）は、ハノーファー王国およびブラウンシュヴァイク公国の王族の子孫。全名はクリスティアン・オスカー・エルンスト・アウグスト・ヴィルヘルム・ヴィクトル・ゲオルク・ハインリヒ（Christian Oskar Ernst August Wilhelm Viktor Georg Heinrich）。ハノーファー王子、グレートブリテンおよびアイルランド王子、ブラウンシュヴァイク＝リューネブルク公。ブラウンシュヴァイク公エルンスト・アウグストの三男。
1919年9月1日、前年にブラウンシュヴァイク公を廃位されていたエルンスト・アウグストとその妃であったドイツ皇帝ヴィルヘルム2世の王女ヴィクトリア・ルイーゼの間に第4子として、第一共和政オーストリアのオーバーエスターライヒ州グムンデンで生まれた。
クリスティアンはMireille Dutry（1946年 - ）と駆け落ちし、1963年11月23日にザルツブルクで市民婚を、2日後にベルギーのブリュッセルで宗教婚を挙げた。彼女との間には2女が生まれたが、1976年に離婚した。
1981年12月10日、クリスティアンはスイスのローザンヌで死去した。

## 子女
- Caroline-Luise Mireille Irene Sophie （1965年 - ）
- Mireille Victoria Luise （1971年 - ）